# Percepção visual
Percepção visual, no sentido da psicologia e das ciências cognitivas é uma de várias formas de percepção associadas aos sentidos. É o produto final da visão consistindo na habilidade de detectar a luz e interpretar (ver) as consequências do estímulo luminoso, do ponto de vista estético e lógico.
Na estética, entende-se por percepção visual um conhecimento teórico, descritivo, relacionado à forma e suas expressões sensoriais. Um tipo de talento, uma característica desenvolvida como uma habilidade de um escultor ou pintor que diferencia os pontos relevantes e não relevantes de sua obra. Para que depois de pronta — em uma análise mais detalhada — possa explicar os atributos ali contidos.

## Teorias da percepção visual
O maior problema no estudo da percepção visual é que o que as pessoas vêem não é uma simples tradução do estímulo da retina (ou seja, a imagem na retina). Assim, pessoas interessadas na percepção têm tentado há muito tempo explicar o que o processamento visual faz para criar o que realmente vemos. 

### Inferência inconsciente
Hermann von Helmholtz é frequentemente citado como o fundador do estudo científico da percepção visual. Helmholtz sustentava que a visão é uma forma de inferência inconsciente: visão é uma questão de derivar uma interpretação provável a partir de dados incompletos. 
Inferência requer assunções prévias sobre o mundo: dois fatos que sabidamente são assumidos no processamento de informações visuais é que a luz vem de cima e que objetos são vistos de cima e não de baixo. O estudo de ilusões de óptica (casos em que o processo de inferência falha) lançaram muita luz sobre que tipo de informações são presumidas pelo sistema visual.
A hipótese da inferência inconsciente foi recentemente retomada nos chamados "Estudos Bayesianos" de percepção visual. Proponentes dessa abordagem consideram que o sistema visual executa alguma forma de inferência bayesiana para derivar uma percepção do estímulo sensorial. Modelos baseados nesta ideia têm sido usados para descrever vários subsistemas visuais, tais como a percepção de movimento e de profundidade. Uma introdução pode ser encontrada em Mamassian, Landy & Maloney (2002). Ver  para um tutorial não matemático destas ideias gerais (em inglês).

### Teoria da Gestalt
A psicologia da Gestalt em trabalhos das décadas de 1930 e 1940 levantou muitas das hipóteses que são estudadas pelos cientistas da visão atualmente. 
As leis de organização da Gestalt têm guiado os estudos sobre como as pessoas percebem componentes visuais como padrões organizados ou conjuntos, ao invés de suas partes componentes. Gestalt é uma palavra alemã que significa "configuração" ou "padrão". De acordo com essa teoria, há seis fatores principais que determinam como nós agrupamos coisas de acordo com a percepção visual. 

#### Proximidade
Os objetos mais próximos entre si são percebidos como grupos independentes dos mais distantes. Na figura abaixo há quatro grupos, sendo que os três grupos da direita ainda podem ser agrupados entre si, distinguido-se do grupo da esquerda.

#### Similaridade ou semelhança
No desenho abaixo, é mais fácil distinguir linhas (e não colunas), parecendo que os círculos brancos se agrupam entre si, o mesmo acontecendo com os pretos, apesar de a distância entre as linhas e entre as colunas ser a mesma.

#### Fechamento
Nossos cérebros adicionam componentes que faltam para interpretar uma figura parcial como um todo.

#### Simetria
Elementos simétricos são mais facilmente agrupados em conjuntos que os não simétricos. Na figura abaixo as duas figuras da esquerda, simétricas são mais facilmente percebidas como um grupo, que o par da direita, em que uma das figuras não é simétrica.

#### Destino comum
Itens movendo-se no mesmo sentido são mais facilmente agrupados entre si.

#### Continuidade
Uma vez que um padrão é formado, é mais provável que ele se mantenha, mesmo que seus componentes sejam redistribuídos.
Também já foi demonstrado que certas diferenças individuais, como a acuidade visual ou habilidades espaciais também podem afetar a percepção visual. Há também outros fatores que podem influenciar a interpretação das coisas vistas, como a personalidade, estilos cognitivos, sexo, ocupação, idade, valores, atitudes, motivação, crenças, etc.

### Psicologia ecológica
O psicólogo James J. Gibson desenvolveu um modelo teórico da visão que difere radicalmente do de Helmholtz. Gibson considera que há percepção visual suficiente em ambientes normais para proporcionar uma percepção verdadeira (percepção acurada do mundo). Gibson troca, em sua teoria, a inferência pela coleta de informações.
Apesar da maior parte dos pesquisadores atualmente se sentirem mais próximos da teoria da inferência inconsciente de Helmholtz, as teorias de Gibson têm um papel importante na identificação do tipo de informação que está disponível ao sistema visual.

## Tipos de percepção visual
- Percepção de formas;
- Percepção de faces e emoções associadas. Um tipo especializado de percepção de formas;
- Percepção de profundidade, orientação e movimento;
- Percepção de cores; (ou visão em preto e branco)
- Percepção de intensidade luminosa.